# Papu Gómez
Alejandro Darío Gómez Villaverde (phát âm tiếng Tây Ban Nha: [aleˈxandɾo ðaˈɾi.o ˈɣomes]; sinh ngày 15 tháng 2 năm 1988), thường được biết với tên gọi Papu Gómez, là một cầu thủ bóng đá chuyên nghiệp người Argentina hiện đang thi đấu cho câu lạc bộ Sevilla tại La Liga và Đội tuyển bóng đá quốc gia Argentina. Vị trí sở trường của anh là tiền đạo, nhưng ngoài ra anh còn có thể thi đấu tốt ở vị trí tiền vệ cánh lẫn tiền vệ tấn công.
Gómez bắt đầu sự nghiệp câu lạc bộ ở quê nhà với Arsenal de Sarandí vào năm 2005, trước khi gia nhập San Lorenzo vào năm 2009. Năm sau, anh được câu lạc bộ Ý Catania ký hợp đồng. Năm 2013, anh gia nhập đội bóng Ukraine Metalist Kharkiv, nơi anh ở lại trong một mùa giải, trước khi trở lại Ý để chơi cho Atalanta. Vào năm 2019–20, Gómez đã lập kỷ lục Serie A về số pha kiến tạo nhiều nhất trong một mùa giải với 16 pha kiến tạo và được đặt tên vào Đội hình tiêu biểu của năm ở Serie A.
Mặc dù sinh ra ở Argentina, nhưng Gómez mang hai quốc tịch Argentina và Ý, anh đã nhập quốc tịch Ý vào ngày 14 tháng 5 năm 2016, do vợ anh là công dân Ý. Anh ấy đã có trận ra mắt quốc tế cấp cao cho Argentina trong trận giao hữu với Singapore vào năm 2017, trong đó anh cũng đã ghi bàn thắng quốc tế đầu tiên của mình. Sau đó, anh đã tham gia vào chiến dịch vô địch Copa América 2021 và FIFA World Cup 2022 của Argentina.

## Sự nghiệp câu lạc bộ

### Arsenal de Saraní
Gómez bắt đầu sự nghiệp của mình khi chơi cho đội trẻ của đội bóng Argentina Arsenal de Sarandí, ra mắt đội vào năm 2003. Hai năm sau, anh chính thức được gọi vào đội một, nhưng không ra sân thường xuyên cho đến 2006 Torneo Apertura, trong đó anh ghi 2 bàn sau 15 lần ra sân, giúp Arsenal kết thúc mùa giải ở vị trí thứ 5.
Vào ngày 30 tháng 11 năm 2007, Gómez đã ghi 2 bàn thắng quan trọng nhất cho đến thời điểm đó trong sự nghiệp của anh ấy trong trận lượt đi của Vòng chung kết Copa Sudamericana, trước đội bóng được yêu thích Club América của Liga MX, giúp Arsenal dẫn trước 3–2 quý giá trong lượt về. Vào ngày 5 tháng 12, Arsenal thua trận lượt về với tỷ số 2-1, nhưng đã giành được danh hiệu quốc tế đầu tiên nhờ luật bàn thắng sân khách.
Mùa giải 2008–09 là mùa giải đột phá của anh ấy, khi anh ấy ghi 8 bàn sau 18 lần ra sân và lọt vào bảng xếp hạng ghi bàn hàng đầu với cú đúp vào lưới Independiente và Velez Sarsfield.

### San Lorenzo
San Lorenzo de Almagro đã ký hợp đồng với Gómez với mức phí chuyển nhượng 2 triệu đô la, bằng một nửa giá trị thị trường ước tính của anh ấy, trong thời gian diễn ra giải đấu Clausura 2009. Lối chơi ấn tượng của anh ấy, bao gồm cả việc ghi 8 bàn sau 48 lần ra sân cho Los Santos, đã thu hút sự chú ý của một số tuyển trạch viên nổi tiếng. Điều này dẫn đến việc anh ấy chuyển đến Serie A Catania của Ý vào tháng 7 năm 2010, với giá 3 triệu euro.

### Catania
Catania chính thức chào đón bản hợp đồng mới 22 tuổi của họ vào ngày 21 tháng 7 năm 2010, và anh ấy xuất hiện lần đầu tiên với câu lạc bộ 9 ngày sau đó trong chiến thắng giao hữu 1–0 trước đội bóng Hy Lạp Iraklis . Gómez ngay lập tức được đưa vào đội hình xuất phát và nhanh chóng trở thành một phần không thể thiếu trong quá trình phục hưng kỷ lục của câu lạc bộ trong 3 mùa giải tiếp theo.
El Papu đã đóng góp 4 bàn thắng và 5 pha kiến tạo trong mỗi 2 mùa giải đầu tiên của anh ấy. Chiến dịch đột phá của anh ấy diễn ra trong mùa giải 2012–13, khi lối chơi và khả năng tấn công của anh ấy trở thành chất xúc tác chính của đội, đưa đội bóng của anh ấy đạt kỷ lục câu lạc bộ về chiến thắng trên sân nhà và chung cuộc, đồng thời ghi điểm trong năm thứ 5 liên tiếp của họ. Rossazzurri đã cán đích ở vị trí thứ tám tại Serie A, cân bằng vị trí tốt nhất trong lịch sử của họ trong giải đấu lần đầu tiên kể từ mùa giải 1964–65, nhưng kém 5 điểm so với lần đầu tiên tham dự UEFA Europa League. Đội đã đạt được những thành tích phá kỷ lục này được mô tả là đội Catania xuất sắc nhất trong lịch sử câu lạc bộ. Gómez kết thúc năm với 8 bàn thắng trong sự nghiệp sau 36 lần ra sân, giúp anh có thành tích cao thứ hai trong đội sau Gonzalo Bergessio, cũng như 7 pha kiến tạo, giúp anh trở thành cầu thủ kiến tạo nhiều nhất chung câu lạc bộ và là cầu thủ kiến tạo tốt thứ 10 trong Serie A.
Catania, vì những lý do không bao giờ được làm rõ, đã bán Gómez trong mùa hè và thay thế anh ta bằng Sebastián Leto hay bị chấn thương và thiếu ổn định, người mà họ có được khi chuyển nhượng tự do từ Panathinaikos. Mặc dù có bốn trong số sáu cầu thủ tấn công hàng đầu của họ trở lại, và sau đó là năm trong số sáu cầu thủ của họ khi Francesco Lodi được Genoa cho mượn lại vào tháng Giêng, màn trình diễn của Catania sa sút nghiêm trọng, khiến họ rơi xuống vị trí thứ 18 trong giải đấu, và như kết quả là cuối cùng họ đã xuống hạng.

### Metalist Kharkiv

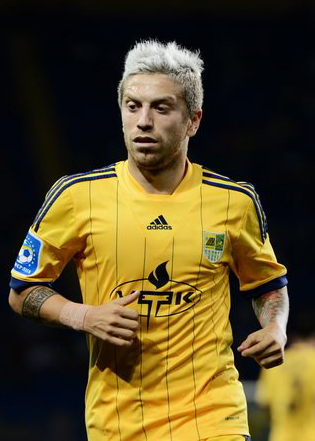
Gómez với Metalist năm 2013

Từ chối lời đề nghị từ một số câu lạc bộ lớn, bao gồm Atletico Madrid, Fiorentina và Inter Milan, chính Gómez đã yêu cầu chuyển đến Metalist Kharkiv ít được biết đến của Ukrainian Premier League, với lý do câu lạc bộ cam kết phát triển và có cơ hội thi đấu tại UEFA Champions League sắp tới là lý do của mình. Vào ngày 2 tháng 8 năm 2013, anh ký hợp đồng 4 năm với câu lạc bộ, bao gồm điều khoản giải phóng trị giá 12 triệu euro, sau phí chuyển nhượng 7 triệu euro. Tuy nhiên, mọi thứ đã không suôn sẻ với anh ấy ngay từ đầu.
UEFA giữ nguyên lệnh cấm tham dự Champions League của Metalist hai tuần sau đó vì câu lạc bộ tham gia dàn xếp tỷ số vào năm 2008. Vào kỳ nghỉ đông tháng 12, anh ấy không thể hòa nhập với môi trường xung quanh mới do sự kết hợp giữa việc thiếu tầm nhìn và chất lượng của giải đấu, điều mà anh ấy tin rằng việc chơi ở đó thật lãng phí thời gian, cũng như các vấn đề bất lợi về môi trường và ngôn ngữ ở chính Ukraine, điều mà anh ấy coi là không thể vượt qua, Gómez muốn rút khỏi hợp đồng. Do đó, anh ấy đã yêu cầu chuyển trở lại Serie A càng sớm càng tốt, tốt nhất là đến Fiorentina, và đến tháng 1 năm 2014, anh ấy đề nghị chấp nhận giảm lương để hoàn thành mục tiêu này. Tuy nhiên, yêu cầu này không được đáp ứng và cuối cùng anh ấy đã chơi 23 trận, ghi 3 bàn và kiến tạo 4 bàn khác, giúp Hor'ky đứng thứ 3 chung cuộc.
Gómez từ chối trở lại Ukraine vào mùa giải tiếp theo vì bầu không khí chính trị đầy biến động và bạo lực nổi lên trong thời gian anh ở đó. Anh nói "Đó là một tình huống đau khổ, rất bất ổn, vì tất cả chúng tôi đều buồn và sống trong tâm trạng hoảng loạn...Tôi không có ý định quay lại...Tôi sẽ ở lại Buenos Aires ...Cho đến khi có thể đảm bảo để đảm bảo an toàn, tôi không thể để gia đình mình gặp phải những nguy hiểm này." Nhiều cầu thủ, đặc biệt là cầu thủ nước ngoài, cũng rời giải đấu vì lý do tương tự, trong đó có 3 đồng đội của Gomez, và 6 cầu thủ từ đương kim vô địch Shakhtar Donetsk. Kết quả là, Giải VĐQG Ukraine chứng kiến tổng số cầu thủ nước ngoài giảm từ 170 xuống 60 trong hai năm tới.

### Atalanta

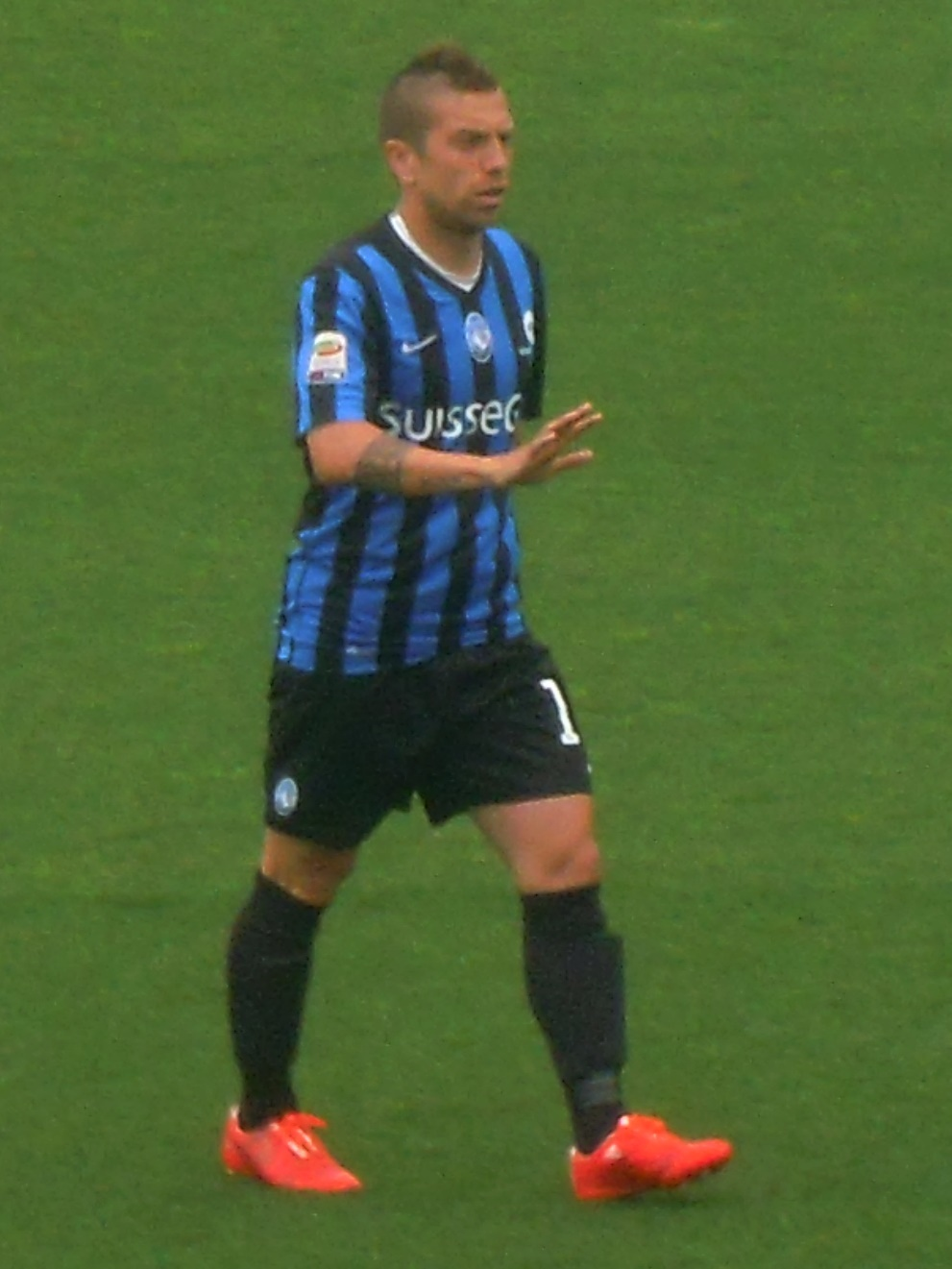
Gómez với Atalanta năm 2014

Sau khi Giacomo Bonaventura tới Milan vào ngày 1 tháng 9 năm 2014, Atalanta mua Gómez trong cùng ngày, ký hợp đồng 3 năm với anh trong những giờ cuối cùng của kỳ chuyển nhượng mùa hè ở Ý. Gómez đã có một mùa giải đầu tiên khá tốt, đóng góp 3 bàn thắng và 2 pha kiến tạo trong 24 lần ra sân cho một đội Nerazzurri kém cỏi, đầy thách thức về mặt tấn công, đã phải vật lộn và suýt phải xuống hạng, xếp thứ 4 từ dưới lên, hơn Cagliari 3 điểm.
Mùa giải tiếp theo, Gómez dẫn dắt câu lạc bộ của mình về cả số bàn thắng và đường kiến tạo, lần lượt là 7 và 6, khi anh khơi lại phong độ mà anh đã thể hiện trong mùa giải cuối cùng ở Catania, và mặc dù liên tục thiếu sự hỗ trợ từ hàng công, anh đã đưa Atalanta lên một tầm cao đáng nể. Kết thúc ở vị trí thứ 13 trong giải đấu. Màn trình diễn của anh ấy đã thu hút sự quan tâm của một số câu lạc bộ lớn, điều này đã thúc đẩy phía Bergamese gia hạn hợp đồng với anh ấy đến tháng 6 năm 2020, vào ngày 4 tháng 2 năm 2016.
Trong mùa giải 2016–17, Gómez đã ghi được tổng cộng 16 bàn thắng chưa từng có khi đội của anh ấy cán đích ở vị trí thứ 4, trái với kỳ vọng thấp hơn trước mùa giải. Năm 2017, sau sự ra đi và giải nghệ của Cristian Raimondi, anh trở thành tân đội trưởng của đội.
Với tư cách là đội trưởng, Gómez đã giúp dẫn dắt Atalanta cán đích ở vị trí thứ ba lịch sử trong mùa giải Serie A 2018–19, giành một suất tham dự UEFA Champions League 2019–20, cũng như lọt vào Chung kết Coppa Italia 2019.
Gómez đã ghi bàn thắng đầu tiên tại Champions League vào ngày 26 tháng 11 năm 2019 với kỹ năng cá nhân xuất sắc trong chiến thắng 2–0 trên sân nhà trước Dinamo Zagreb. Trong mùa giải 2019–20, Gómez đã lập kỷ lục Serie A về số pha kiến tạo nhiều nhất trong một mùa giải với 16 pha kiến tạo.
Trong thời gian nghỉ giữa hiệp của trận đấu vòng bảng Champions League của Atalanta gặp FC Midtjylland vào ngày 1 tháng 12 năm 2020, đã có một cuộc trao đổi nảy lửa giữa Gómez và huấn luyện viên Gian Piero Gasperini về vị trí của anh ấy trên sân. Gómez không vào sân trở lại ở đầu hiệp hai. Sau khi đá chính trong trận đấu cuối cùng ở vòng bảng của Atalanta với Ajax, mối quan hệ giữa Gómez và Gasperini đã hoàn toàn tan vỡ. Mặc dù đã sửa đổi mối quan hệ với tổng thống, Gómez tuyên bố rằng mối quan hệ của ông với Gasperini không thể sửa chữa được; anh ra sân lần cuối cùng cho câu lạc bộ trong trận đấu ở Serie A với Juventus vào ngày 16 tháng 12. Gómez đã yêu cầu chuyển nhượng trong kỳ chuyển nhượng tháng Giêng và Atalanta đã đồng ý, tuy nhiên tuyên bố rằng họ sẽ không bán anh cho một đối thủ ở Serie A.

### Sevilla
Vào ngày 26 tháng 1 năm 2021, câu lạc bộ La Liga Sevilla thông báo về việc ký hợp đồng với Gómez có thời hạn đến tháng 6 năm 2024. Anh ra mắt câu lạc bộ vào ngày 2 tháng 2, chơi 60 phút trong chiến thắng 1–0 của Sevilla trước Almería ở Copa del Rey. Bốn ngày sau, anh ghi bàn thắng đầu tiên cho Sevilla trong chiến thắng 3–0 trước Getafe.

## Sự nghiệp quốc tế

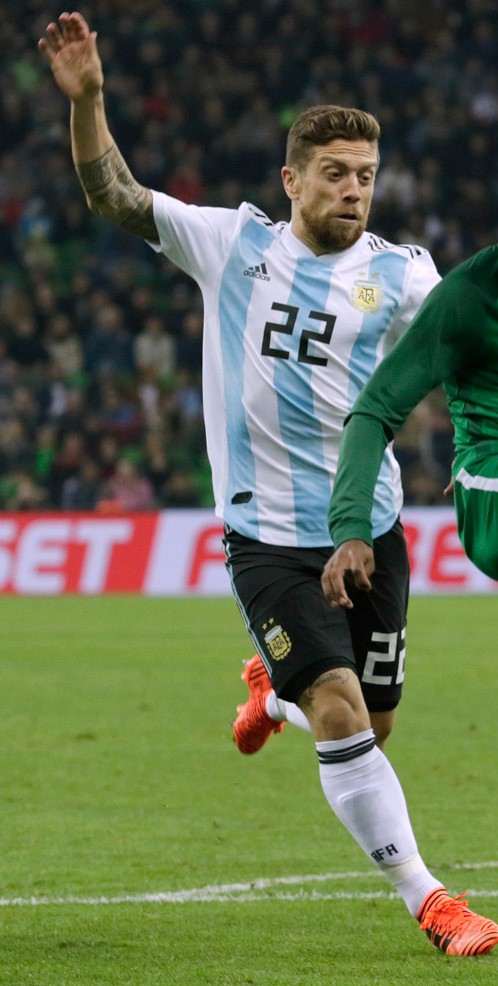
Gómez thi đấu cho Argentina trong trận đấu với Nigeria năm 2017.

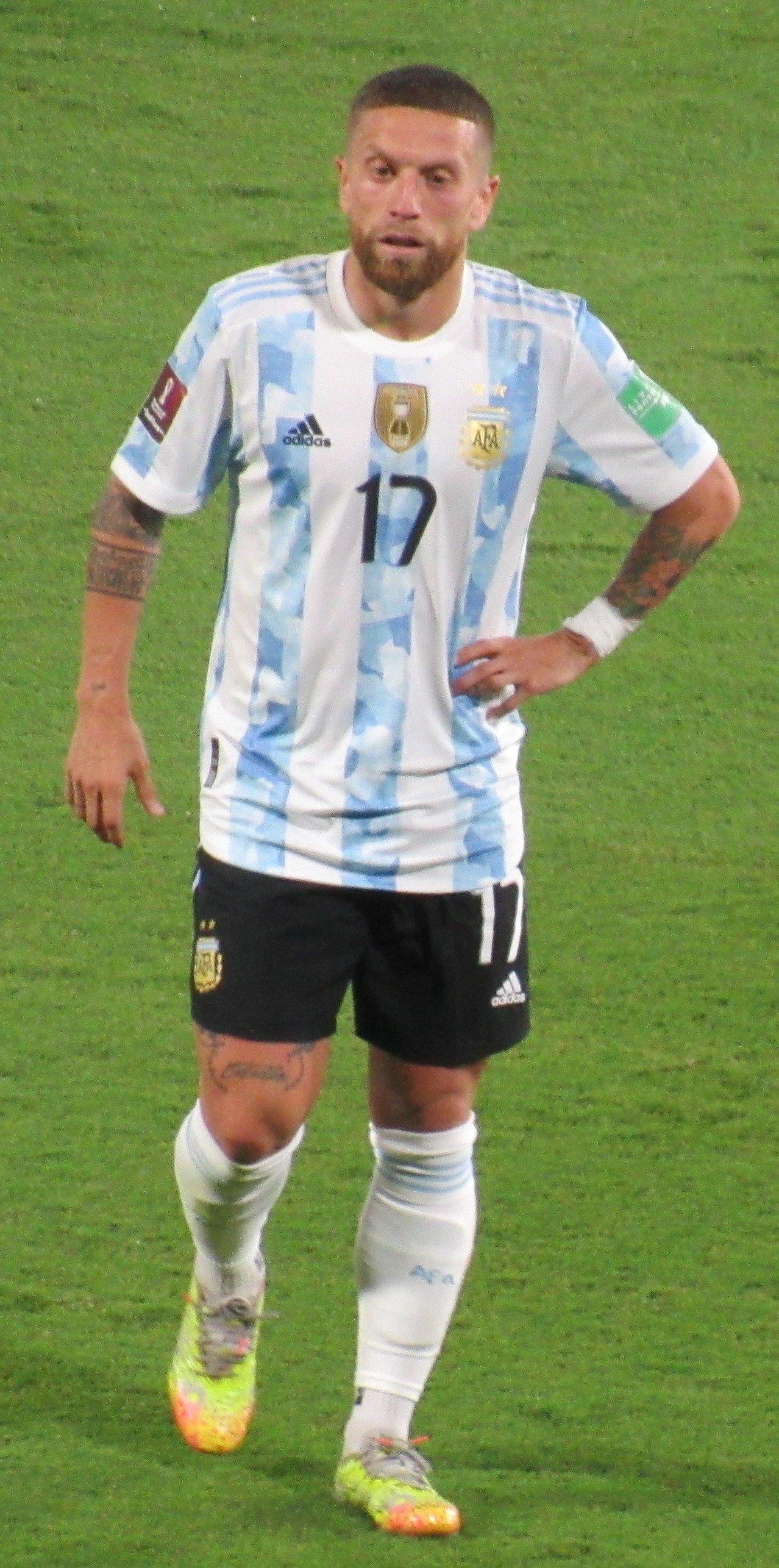
Gómez thi đấu cho Argentina năm 2022

Năm 2007, Gómez được chọn để đại diện cho đội U-20 Argentina tại Giải vô địch trẻ Nam Mỹ 2007 ở Paraguay. Cuối năm đó, anh là một phần của đội tuyển Argentina vô địch Giải vô địch bóng đá U-20 thế giới 2007 tại Canada.
Chỉ chơi quốc tế cho Argentina ở cấp độ trẻ, nhiều người tin rằng hai quốc tịch đã đủ điều kiện để anh ấy được chọn vào đội tuyển quốc gia Ý, đội mà anh ấy đã bày tỏ sự quan tâm đến việc thi đấu. Tuy nhiên, FIFA đã phán quyết anh ấy không đủ điều kiện để chuyển quốc tịch bóng đá của mình, vì anh ấy không có hộ chiếu kép khi lần đầu tiên khoác áo Argentina ở cấp độ đó và không có dòng dõi Ý, điều này sẽ cho phép anh ấy bỏ qua yêu cầu này.
Vào ngày 19 tháng 5 năm 2017, Gómez được huấn luyện viên mới bổ nhiệm Jorge Sampaoli triệu tập lần đầu tiên cho các trận giao hữu của Argentina với Brasil và Singapore vào tháng 6. Anh ra mắt đội tuyển quốc gia trong trận gặp Singapore vào ngày 13 tháng 6, giúp Argentina giành chiến thắng 6–0 trên sân khách, và cũng đánh dấu trận ra mắt của mình bằng bàn thắng quốc tế đầu tiên, đồng thời kiến tạo cho Federico Fazio trong cùng một trận đấu. Anh ấy đã có thêm ba lần ra sân quốc tế trong năm đó.
Vào tháng 6 năm 2021, Gómez được đưa vào đội tuyển Argentina tham dự Copa América 2021 tại Brasil. Vào ngày 21 tháng 6, anh ghi bàn thắng duy nhất trong trận đấu ở vòng bảng thứ ba của Argentina với Paraguay; kết quả cho phép đội của anh ấy tiến vào tứ kết. Một tuần sau, anh ấy lại ghi bàn trong chiến thắng 4–1 trước Bolivia trong trận đấu cuối cùng ở vòng bảng của đội anh ấy, đồng thời giúp anh ấy giành được một quả phạt đền, được thực hiện bởi Lionel Messi. Anh có tên trong danh sách 26 người cuối cùng của Argentina tham dự FIFA World Cup 2022, bắt đầu trận mở màn của quốc gia anh ấy khi họ đã nỗ lực hết mình để giành chức vô địch thế giới thứ ba sau khi đánh bại Pháp trên chấm phạt đền trong trận chung kết.

## Phong cách thi đấu
Là một cầu thủ tài năng, nhỏ con, có đôi chân nhanh nhẹn, khả năng tăng tốc bùng nổ và trọng tâm thấp, Gómez là một cầu thủ bóng đá sáng tạo, có năng khiếu kỹ thuật và sự năng động, người nổi tiếng với tốc độ, kỹ năng rê bóng và tốc độ làm việc cao.
Sở hữu khả năng di chuyển tốt và một cú sút xa mạnh mẽ và chính xác bằng cả hai chân, anh ấy được biết đến với con mắt săn bàn từ hàng tiền vệ, mặc dù anh ấy cũng có khả năng tạo ra các cơ hội ghi bàn cho đồng đội. Một cầu thủ tấn công đa năng, anh có khả năng chơi ở một số vị trí tấn công, và thậm chí thỉnh thoảng được sử dụng như một tiền đạo cắm, hoặc như một số 9 ảo, mặc dù anh ấy thường chơi ở vị trí tiền đạo thứ hai, trong vai trò kiến tạo trung tâm như một tiền vệ tấn công, hoặc ở vị trí cầu thủ chạy cánh, thường ở bên cánh trái, vị trí cho phép anh ta đối đầu với các hậu vệ trong các tình huống một đối một, cắt vào trung lộ bằng chân phải khỏe hơn của anh ta, và thực hiện một cú sút xoáy vào khung thành,  mặc dù anh ấy thường được sử dụng ở cánh phải trước đó trong sự nghiệp của mình. Do thể lực và tinh thần làm việc của mình, đôi khi anh ấy cũng được bố trí đảm nhận vai trò box-to-box. Trong những mùa giải gần đây, anh ấy thường hoạt động trong vai trò tấn công tự do ở trung tâm, phía sau một tiền đạo khác, điều này cho phép anh ấy liên kết với các đồng đội của mình, di chuyển trên sân theo ý muốn, thay đổi vị trí với các tiền đạo khác, mất dấu bằng cách băng xuống hai bên cánh, hoặc tìm khoảng trống trong vòng cấm với những pha chạy chỗ và dứt điểm của anh ấy; Gómez đã mô tả vai trò này như một "tiền đạo thứ hai ảo". Anh cũng là một cầu thủ sút phạt, và thường đá phạt đền cho đội của mình. Ngoài khả năng chơi bóng, Gómez còn được biết đến với phẩm chất lãnh đạo, từng là đội trưởng của Atalanta.

## Đời tư
Chú của Gómez là cựu hậu vệ Club Atlético Independiente Hugo Villaverde, em trai của mẹ anh. Gómez đã kết hôn với Linda Raff, người mà anh có ba người con.
Gómez mang hai quốc tịch Argentina và Ý do vợ anh là công dân Ý.

## Thống kê sự nghiệp

### Câu lạc bộ
Tính đến ngày 6 tháng 11 năm 2022.
| Câu lạc bộ          | Mùa giải            | Giải vô địch               | Giải vô địch | Giải vô địch | Cúp quốc gia | Cúp quốc gia | Châu lục | Châu lục | Khác | Khác | Tổng cộng | Tổng cộng |
| Câu lạc bộ          | Mùa giải            | Hạng đấu                   | Trận         | Bàn          | Trận         | Bàn          | Trận     | Bàn      | Trận | Bàn  | Trận      | Bàn       |
| ------------------- | ------------------- | -------------------------- | ------------ | ------------ | ------------ | ------------ | -------- | -------- | ---- | ---- | --------- | --------- |
| Arsenal de Sarandí  | 2005–06             | Argentine Primera División | 5            | 0            | 0            | 0            | —        | —        | —    | —    | 5         | 0         |
| Arsenal de Sarandí  | 2006–07             | Argentine Primera División | 22           | 2            | 0            | 0            | 10       | 3        | —    | —    | 32        | 5         |
| Arsenal de Sarandí  | 2007–08             | Argentine Primera División | 32           | 2            | 0            | 0            | 11       | 1        | 3    | 0    | 46        | 3         |
| Arsenal de Sarandí  | 2008–09             | Argentine Primera División | 18           | 8            | 0            | 0            | —        | —        | —    | —    | 18        | 8         |
| Arsenal de Sarandí  | Tổng cộng           | Tổng cộng                  | 77           | 12           | 0            | 0            | 21       | 4        | 3    | 0    | 101       | 16        |
| San Lorenzo         | 2008–09             | Argentine Primera División | 16           | 1            | 0            | 0            | 0        | 0        | —    | —    | 16        | 1         |
| San Lorenzo         | 2009–10             | Argentine Primera División | 32           | 7            | 0            | 0            | 10       | 1        | —    | —    | 42        | 8         |
| San Lorenzo         | Tổng cộng           | Tổng cộng                  | 48           | 8            | 0            | 0            | 10       | 1        | —    | —    | 58        | 9         |
| Catania             | 2010–11             | Serie A                    | 36           | 4            | 1            | 0            | —        | —        | —    | —    | 37        | 4         |
| Catania             | 2011–12             | Serie A                    | 34           | 4            | 1            | 1            | —        | —        | —    | —    | 35        | 5         |
| Catania             | 2012–13             | Serie A                    | 36           | 8            | 3            | 1            | —        | —        | —    | —    | 39        | 9         |
| Catania             | Tổng cộng           | Tổng cộng                  | 106          | 16           | 5            | 2            | —        | —        | —    | —    | 111       | 18        |
| Metalist Kharkiv    | 2013–14             | Ukrainian Premier League   | 23           | 3            | 1            | 1            | 0        | 0        | —    | —    | 24        | 4         |
| Atalanta            | 2014–15             | Serie A                    | 24           | 3            | 1            | 0            | —        | —        | —    | —    | 25        | 3         |
| Atalanta            | 2015–16             | Serie A                    | 34           | 7            | 2            | 0            | —        | —        | —    | —    | 36        | 7         |
| Atalanta            | 2016–17             | Serie A                    | 37           | 16           | 2            | 0            | —        | —        | —    | —    | 39        | 16        |
| Atalanta            | 2017–18             | Serie A                    | 33           | 6            | 4            | 1            | 7        | 2        | —    | —    | 44        | 9         |
| Atalanta            | 2018–19             | Serie A                    | 35           | 7            | 5            | 2            | 6        | 2        | —    | —    | 46        | 11        |
| Atalanta            | 2019–20             | Serie A                    | 36           | 7            | 1            | 0            | 9        | 1        | —    | —    | 46        | 8         |
| Atalanta            | 2020–21             | Serie A                    | 10           | 4            | 0            | 0            | 6        | 1        | —    | —    | 16        | 5         |
| Atalanta            | Tổng cộng           | Tổng cộng                  | 209          | 50           | 15           | 3            | 28       | 6        | —    | —    | 252       | 59        |
| Sevilla             | 2020–21             | La Liga                    | 18           | 3            | 3            | 0            | 2        | 0        | —    | —    | 23        | 3         |
| Sevilla             | 2021–22             | La Liga                    | 29           | 5            | 4            | 1            | 7        | 0        | —    | —    | 40        | 6         |
| Sevilla             | 2022–23             | La Liga                    | 12           | 0            | 0            | 0            | 5        | 0        | —    | —    | 17        | 0         |
| Sevilla             | Tổng cộng           | Tổng cộng                  | 59           | 8            | 7            | 1            | 14       | 0        | —    | —    | 80        | 9         |
| Tổng cộng sự nghiệp | Tổng cộng sự nghiệp | Tổng cộng sự nghiệp        | 522          | 97           | 28           | 7            | 73       | 11       | 3    | 0    | 626       | 115       |

1. ↑  Ra sân tại Copa Sudamericana
2. ↑  7 lần ra sân tại Copa Libertadores, 4 lần ra sân và 1 bàn tại Copa Sudamericana
3. ↑  Ra sân tại Recopa Sudamericana và J.League Cup / Copa Sudamericana Championship
4. ↑  5 lần ra sân và 1 bàn thắng Copa Libertadores, 5 lần ra sân tại Copa Sudamericana
5. 1 2  Ra sân tại UEFA Europa League
6. 1 2 3 4  Ra sân tại UEFA Champions League
7. ↑  5 lần ra sân tại UEFA Champions League, 2 lần ra sân tại UEFA Europa League

### Quốc tế
Tính đến ngày 9 tháng 12 năm 2022.
| Đội tuyển quốc gia | Năm       | Trận | Bàn |
| ------------------ | --------- | ---- | --- |
| Argentina          | 2017      | 4    | 1   |
| Argentina          | 2020      | 1    | 0   |
| Argentina          | 2021      | 6    | 2   |
| Argentina          | 2022      | 7    | 0   |
| Tổng cộng          | Tổng cộng | 17   | 3   |

Bàn thắng và kết quả của Argentina được để trước.
| # | Ngày                | Địa điểm                                               | Đối thủ   | Bàn thắng | Kết quả | Giải đấu          |
| - | ------------------- | ------------------------------------------------------ | --------- | --------- | ------- | ----------------- |
| 1 | 13 tháng 6 năm 2017 | Sân vận động Quốc gia Singapore, Kallang, Singapore    | Singapore | 3–0       | 6–0     | Giao hữu          |
| 2 | 21 tháng 6 năm 2021 | Sân vận động Quốc gia Mané Garrincha, Brasilia, Brasil | Paraguay  | 1–0       | 1–0     | Copa América 2021 |
| 3 | 28 tháng 6 năm 2021 | Arena Pantanal, Cuiabá, Brasil                         | Bolivia   | 1–0       | 4–1     | Copa América 2021 |

## Danh hiệu

### Câu lạc bộ

#### Arsenal de Sarandí
- Copa Sudamericana: 2007
- Suruga Bank Championship: 2008

Sevilla
- UEFA Europa League: 2022–23

### Quốc tế

#### U-20 Argentina
- FIFA U-20 World Cup: 2007

#### Argentina
- FIFA World Cup: 2022[78]
- Copa América: 2021[79]
- CONMEBOL–UEFA Cup of Champions: 2022[80]

### Cá nhân
- Cầu thủ kiến tạo hàng đầu Serie A: 2018–19,[81] 2019–20
- Serie A Cầu thủ của tháng: June 2020,[82] September 2020[83]
- Tiền vệ xuất sắc nhất Serie A: 2019–20[84]
- Đội hình của mùa giải UEFA Champions League: 2019–20[85]
- Serie A Team of the Year: 2019–20[86]